# تپه چیا جانی
تپه چیا جانی از تپه‌های باستانی ایران است که در شرق شهر حمیل روستای قوچمی کلهر در شهرستان اسلام‌آباد غرب واقع شده است. این تپه در بررسی‌های هیئتی به سرپرستی دکتر کامیار عبدی در سال ۱۳۷۷ شناسایی و مطالعه شد. این تپه مربوط به دوره نوسنگی است و حدود هشت تا نه هزار سال قدمت دارد.
بخشهایی از آن توسط روستاییان تسطیح شده است.